# Communauté de communes du Frontonnais
La communauté de communes du Frontonnais est une communauté de communes française, située dans le nord de la Haute-Garonne. Son siège est situé sur la commune de Bouloc, à une vingtaine de kilomètres au nord de Toulouse. 
Il s'agit d'un établissement public de coopération intercommunal (EPCI), à fiscalité propre. Elle compte en 2019 un nombre de 10 communes et près de 26 000 habitants. Elle possède des compétences en matière d'aménagement du territoire, de solidarité, d'économie, de tourisme et de sports.

## Géographie

### Territoire et urbanisation

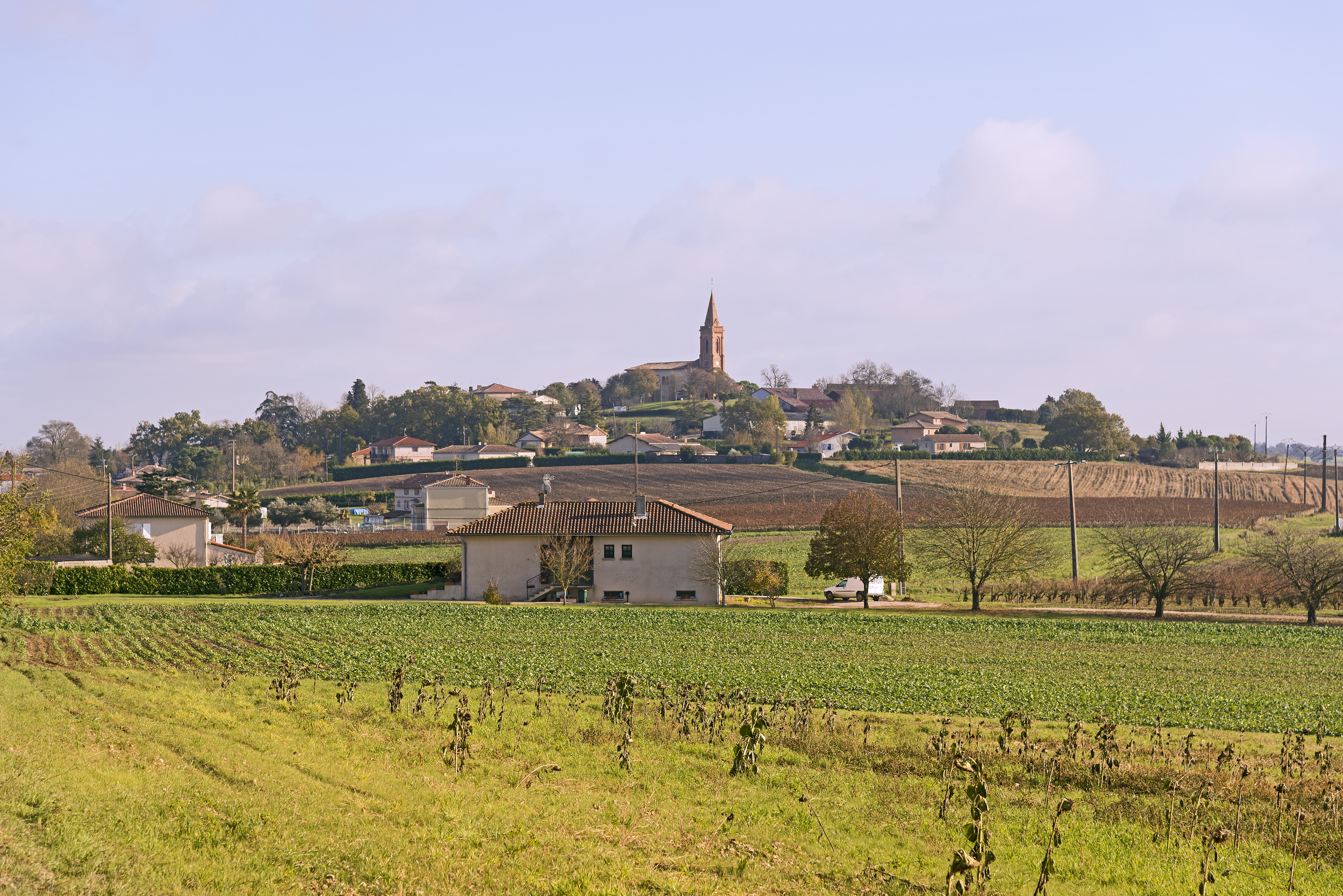
Vue sur le village de Vacquiers, encore rural malgré l'urbanisation récente du territoire.

La communauté de communes est située dans le nord de la Haute-Garonne, entre Toulouse et Montauban, les deux villes étant situées à une vingtaine de kilomètres de la communauté. Elle est centrée dans le Frontonnais, soit autour de la ville de Fronton. 
Elle compte des territoires très variés, entre des villes qui s'étendent de plus en plus du fait de la proximité de Toulouse et de Montauban, comme Castelnau-d'Estrétefonds ou Fronton, des paysages encore agricoles et viticoles, du fait de la présence du vignoble de Fronton dont six communes sont membres de l'AOC, et des villages qui s'urbanisent, comme Villaudric ou Vacquiers.

Toutes les communes membres se situent au cœur de l'aire urbaine de Toulouse, qui s'étend aujourd'hui de plus en plus. Par ailleurs, deux communes de la communauté font partie de l'agglomération toulousaine : il s'agit de Saint-Sauveur et de Cépet. Aucune fusion de ses communes avec Toulouse Métropole n'est pour l'instant prévue.

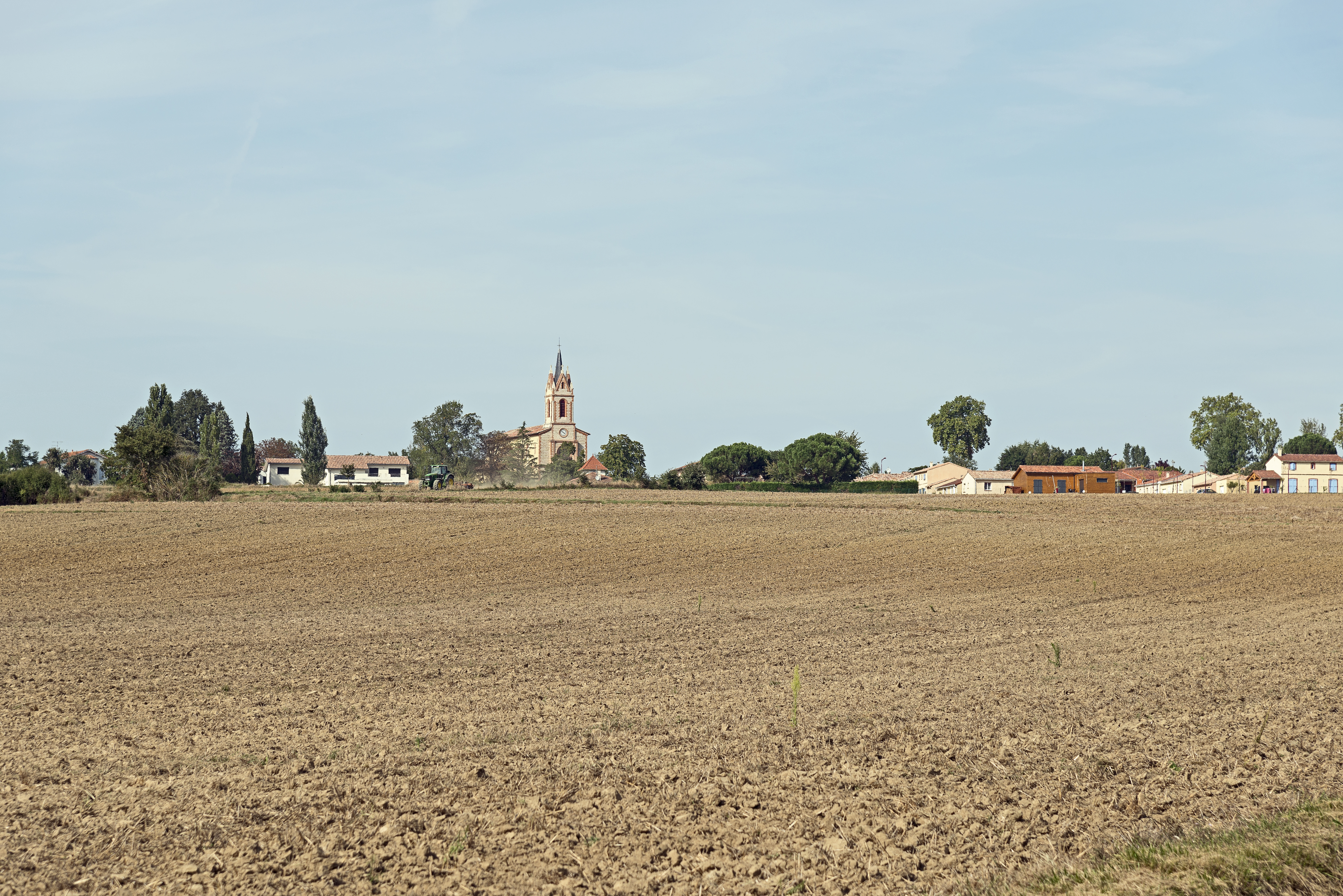
Des champs et l'église de Villeneuve-lès-Bouloc, montrant bien le partage sur le territoire entre petits villages et territoires ruraux en zone péri-urbaine.

### Environnement
L'espace communautaire tend largement à l'urbanisation : les espaces ruraux sont peu à peu grignotés par l'urbain, dans l'ensemble des communes membres. Cependant, on trouve encore des espaces peu urbanisés, comme des forêts ou des champs : l'urbanisation du territoire reste encore limitée, notamment grâce aux politiques en place.
De plus, le Canal du Midi traverse le territoire, au niveau des communes de Saint-Rustice et de Castelnau-d'Estrétefonds, espace protégé. Le Girou traverse aussi le sud de l'intercommunalité, entre Saint-Sauveur et Gargas.

## Histoire
La Communauté de communes du Frontonnais est créée le 1er janvier 2013.

### Identité visuelle
En mars 2013, la communauté de Communes du Frontonnais crée un logo permettant de l'identifier facilement, issu d'une réflexion lancée au sein du personnel de la CCF. Sa définition s'appuie sur la représentation (symbolique) des éléments significatifs qui composent son territoire. La couleur verte représente la partie du territoire située dans la vallée de la Garonne. L'ocre symbolise les terrasses du Tarn. Le rose, le vin rosé des coteaux du frontonnais. La barre bleue horizontale, le Girou. La barre bleue verticale, le canal latéral à la Garonne. Enfin le gris, l'autoroute A62 qui traverse le territoire de la CCF.

Logo de la CC du Frontonnais depuis 2013.

## Communes adhérentes
La communauté de communes est composée des 10 communes suivantes :

| Nom                      | Code Insee | Gentilé            | Superficie (km2) | Population (dernière pop. légale) | Densité (hab./km2) |
| ------------------------ | ---------- | ------------------ | ---------------- | --------------------------------- | ------------------ |
| Bouloc (siège)           | 31079      | Boulocois          | 18,55            | 4 655 (2022)                      | 251                |
| Castelnau-d'Estrétefonds | 31118      | Estrétefontains    | 28,32            | 6 915 (2022)                      | 244                |
| Cépet                    | 31136      | Cépetois           | 7,11             | 2 325 (2022)                      | 327                |
| Fronton                  | 31202      | Frontonnais        | 45,79            | 6 664 (2022)                      | 146                |
| Gargas                   | 31211      | Gargassiens        | 7,28             | 758 (2022)                        | 104                |
| Saint-Rustice            | 31515      | Saint-Rusticiens   | 2,36             | 429 (2022)                        | 182                |
| Saint-Sauveur            | 31516      | Saint-Salvadoriens | 7,04             | 2 235 (2022)                      | 317                |
| Vacquiers                | 31563      | Vacquiérains       | 19,61            | 1 440 (2022)                      | 73                 |
| Villaudric               | 31581      | Villaudricains     | 12,16            | 1 649 (2022)                      | 136                |
| Villeneuve-lès-Bouloc    | 31587      | Villeneuvociens    | 12,66            | 1 687 (2022)                      | 133                |

## Population

### Démographie
En 2019, la communauté de communes compte près de 26 000 habitants. La croissance annuelle de la population s'établissait alors à 1,7 % entre 2010 et 2015 contre 3,4 % entre 1999 et 2010 : la croissance démographique continue aujourd'hui, mais moins rapidement qu'auparavant. Cette croissance est liée en majorité au solde migratoire, s'établissant à +1,1 %, mais aussi au solde naturel, plus faiblement, qui lui s'établit à +0,6 %. De plus, la croissance démographique communautaire est moins rapide qu'en Haute-Garonne : 1,4 % au niveau départemental en 2015, soit 0,3 point de plus que sur l'espace intercommunal.

Comme la majeure partie de la Haute-Garonne, le Frontonnais tend aujourd'hui à une périurbanisation massive et rapide, se caractérisant par une hausse des populations dans les espaces péri-urbains comme celui de l'intercommunalité. Cependant, on constate des inégalités sur le territoire. Alors que la croissance démographique atteint 51 % à Villeneuve-lès-Bouloc entre 2011 et 2016, celle-ci diminue à Saint-Sauveur : elle est ici de -0,2 %, alors même que la commune est membre de l'unité urbaine de Toulouse. Les principales villes membres, à savoir Fronton, Bouloc et Castelnau-d'Estrétefonds, constatent une croissance démographique de respectivement +5,4 %, +10,5 % et +9,7 % entre 2011 et 2016.
| 1968  | 1975  | 1982   | 1990   | 1999   | 2006   | 2008   | 2011   | 2014   |
| ----- | ----- | ------ | ------ | ------ | ------ | ------ | ------ | ------ |
| 7 336 | 9 051 | 11 437 | 13 907 | 16 294 | 16 698 | 22 523 | 23 750 | 25 102 |

| 2015   | 2016   | 2017   | 2018   | 2020   | 2021   | 2022   | - | - |
| ------ | ------ | ------ | ------ | ------ | ------ | ------ | - | - |
| 25 509 | 25 885 | 26 335 | 26 724 | 27 716 | 28 233 | 28 757 | - | - |

### Logement
Le parc de logements du territoire est de 10 847 habitations, dont une large majorité de résidences principales, à savoir 9 956. Les résidences secondaires et les logements vacants représentent respectivement 1,5 % et 6,8 % du parc. Dans la communauté de communes, la majorité des habitants sont propriétaires, soit 71,9 %, contre 26,2 % de locataires dont 4,5 % louent un logement HLM. 

### Situation sociale
Au sein de la communauté de communes, le revenu médian est de 22 596 € en 2015, chiffre supérieur à la moyenne départementale qui est de 21 989 € à la même date. Les inégalités sont plutôt limitées sur le territoire, même si les populations se répartissent entre classes moyennes à moyennes supérieures.

## Économie et infrastructures

### Tissu économique

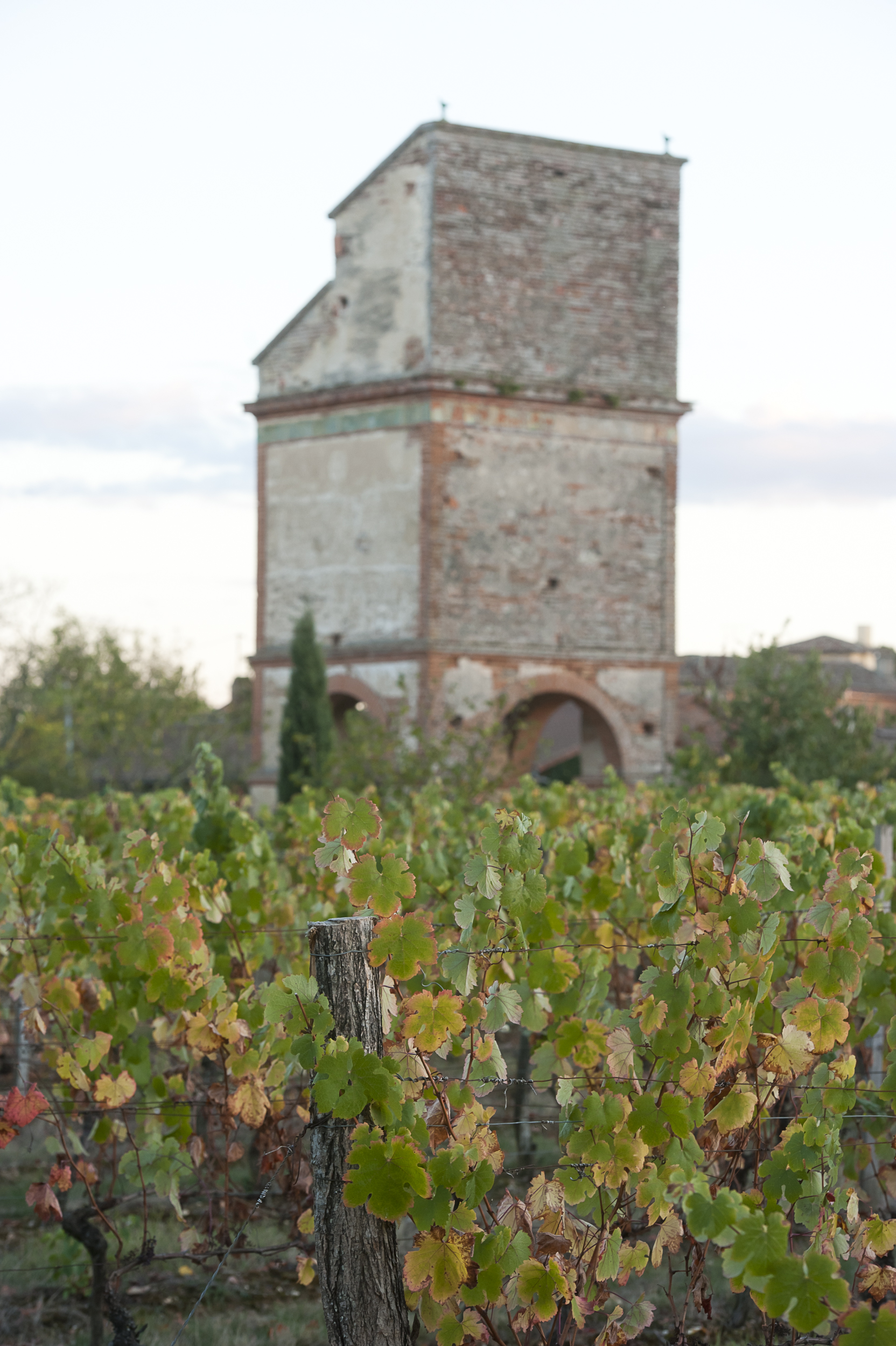
Un pigeonnier au cœur du vignoble de Fronton.

Le Frontonnais est un territoire traditionnellement agricole, en témoignent les vignobles de l'AOC Fronton. Cependant, on voit se développer le secteur tertiaire au détriment du primaire, comme avec la zone d'activités Eurocentre, située sur les communes de Villeneuve-lès-Bouloc et de Castelnau-d'Estrétefonds, donc entièrement sur l'intercommunalité, et qui est aujourd'hui l'un des premiers pôle logistique de France voire d'Europe de l'Ouest. Plus précisément, sur le territoire communautaire, on compte 2 558 entreprises, dont 1 521 issues du secteur du commerce, des transports et des services divers, chiffre en grande partie lié au pôle logistique. La construction et les administrations tiennent aussi une place importante mais plus légère, alors que l'industrie et l'agriculture représentent moins de 6 % des établissements, même si pour l'agriculture, il y a proportionnellement deux fois plus d'établissements agricoles sur le Frontonnais que sur la Haute-Garonne, qui compte 3,1 % d'établissements agricoles.

### Emploi
En 2015, on compte 8 927 emplois dans la zone, alors qu'il y avait 11 697 salariés dans la zone. Elle offre donc près de deux emplois pour trois habitants de l'intercommunalité. De plus, le taux de chômage s'élève sur le territoire à 7,4 %, inférieurs aux 10,1 % départemental. Cependant, on constate des inégalités sur le territoire, notamment entre territoires ruraux ou urbains.

### Transports

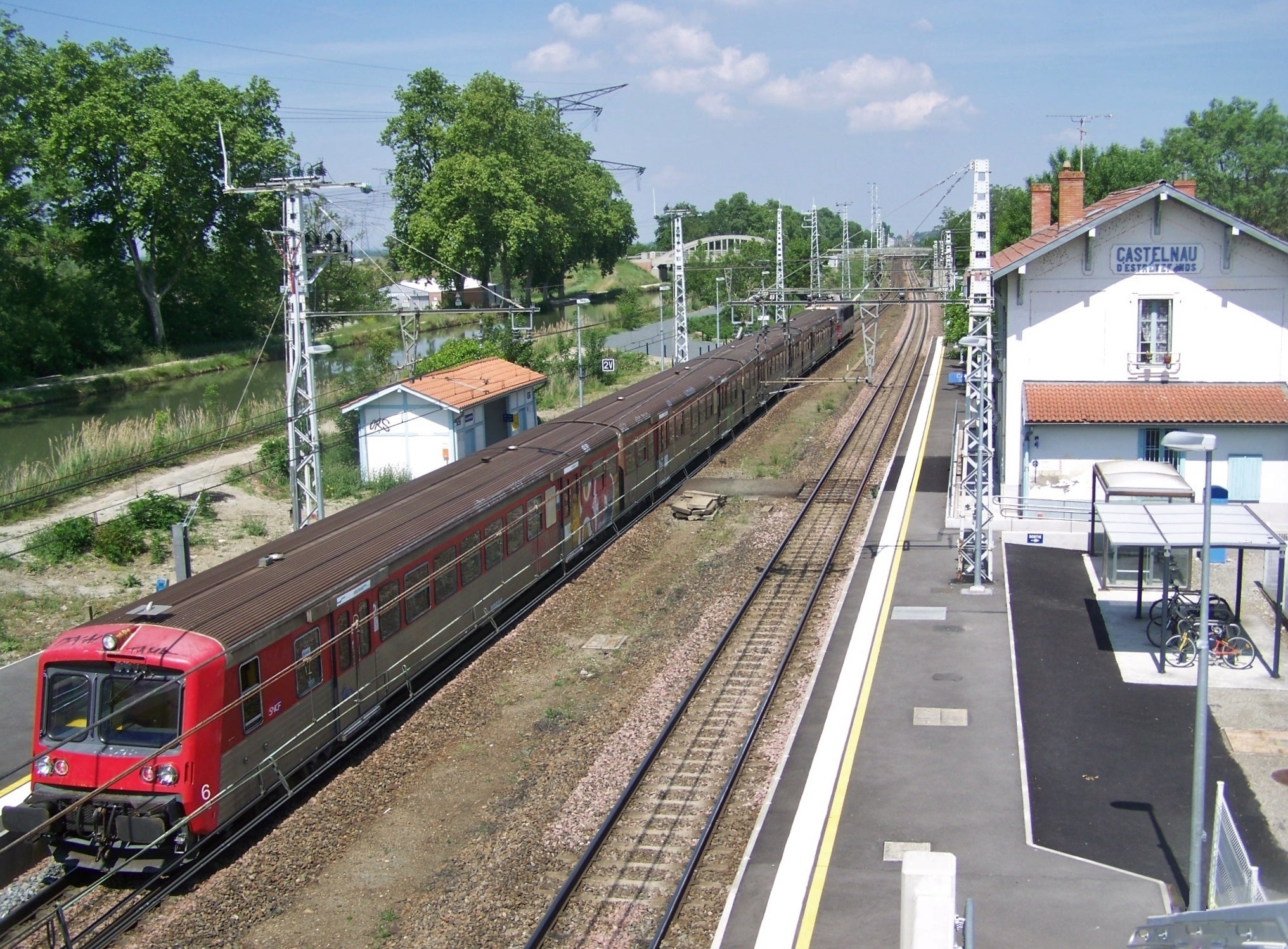
La gare de Castelnau-d'Estrétefonds, porte d'entrée majeure du Frontonnais.

Aucun réseau de transport propre à l'intercommunalité n'existe dans le Frontonnais. Cependant, le territoire est desservi par le Réseau Arc-en-Ciel,, qui est le réseau départemental de transports. On compte divers types de lignes. Les lignes Hop!1 et Hop!2 sont des lignes express qui relient les principales communes du secteur en direction de la station de métro Borderouge, et fonctionnent aux heures de pointe en semaine. Les lignes 51, 52, 77 et 529 desservent aussi l'intercommunalité en direction de Toulouse, mais sur des tranches horaires plus larges, englobants aussi le week-end et les jours feriés pour certaines. Les lignes 75 et 729 complètent ce maillage. Au total, toutes les communes sont desservies par ce réseau de transports, ainsi que la zone Eurocentre. De plus, la ligne 924 du réseau liO dessert aussi une partie de l'intercommunalité.
La gare de Castelnau-d'Estrétefonds, seule gare de la communauté de communes, constitue une porte d'entrée majeure à l'ensemble du territoire intercommunal. Elle est au centre de l'axe Toulouse-Montauban, et permet d'atteindre les deux villes en moins de 20 minutes. Elle voit transiter chaque année près de 250 000 voyageurs, et doit à l'horizon 2024 accueillir le terminus de la première ligne RER de la région toulousaine, le RER nord de Toulouse. 
Le réseau routier du Frontonnais est centré autour de l'autoroute A62, qui dessert l'intercommunalité à partir de la sortie 10.1, et qui traverse l'ouest du territoire. Elle relie Toulouse à Bordeaux, et constitue un passage obligé pour les migrations quotidiennes vers les agglomérations toulousaine ou montalbanaise. Par ailleurs, la communauté de communes compte sur son territoire l'aire de repos du Frontonnais, située sur cette même autoroute. Le réseau est complété par l'ancienne route nationale 20, déclassée en RD820, mais aussi les routes départementales 4, 14 et 29, qui permettent d'atteindre Toulouse mais aussi Villemur-sur-Tarn ou Grenade.

### Enseignement et recherche
Il n'y a pas d'établissement d'enseignement supérieur dans le Frontonnais, qui sont situés sur Toulouse et Montauban. Cependant, un lycée est situé sur le territoire. Il s'agit du lycée général Pierre Bourdieu, ouvert en 2004 et situé à Fronton. Tous les habitants du Frontonnais dépendent de ce dernier, mais aussi de nombreux habitants des communes voisines. Le collège Alain Savary, également situé à Fronton, est aussi le seul de l'intercommunalité.

### Culture

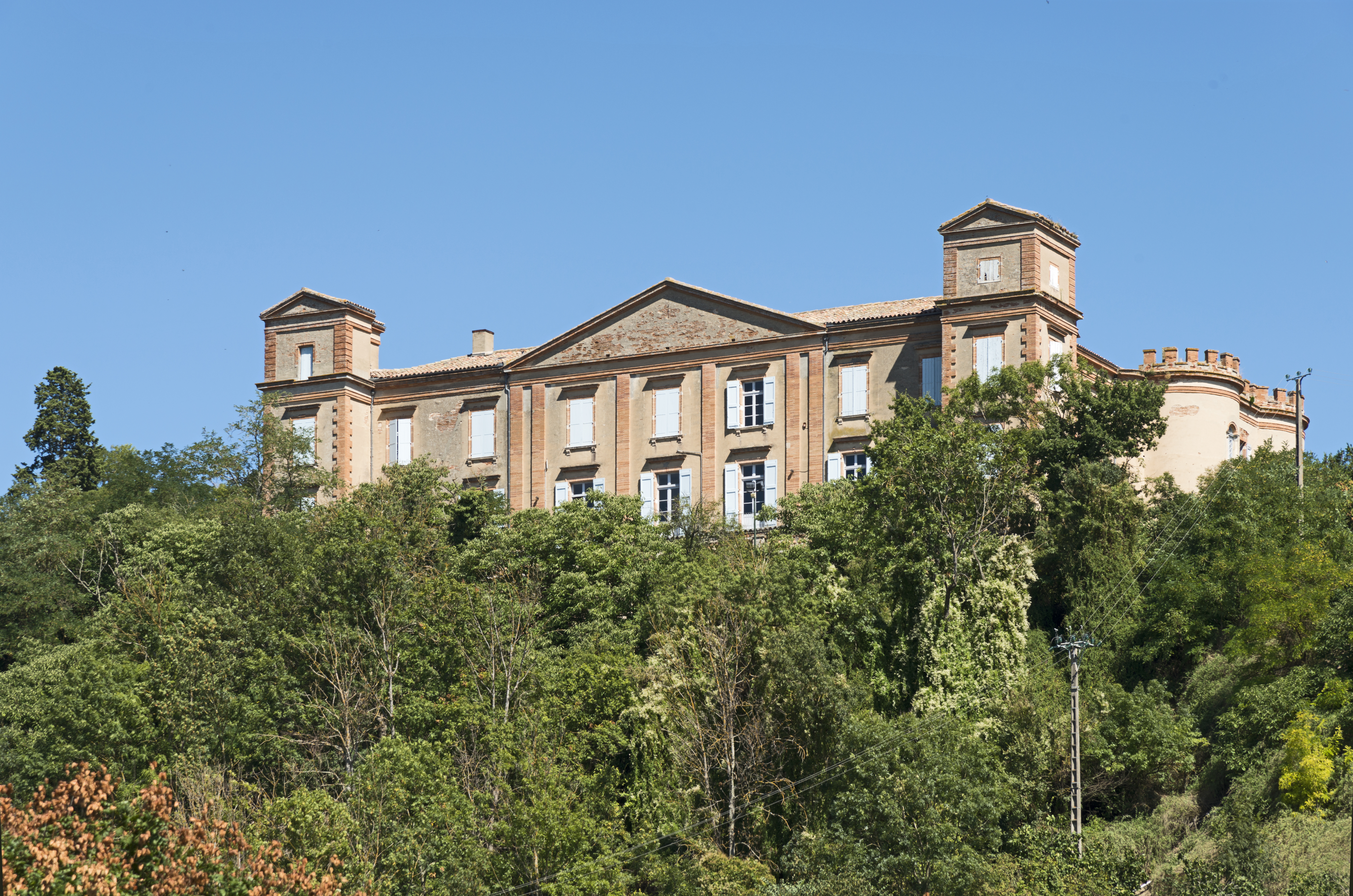
Le château de Castelnau-d'Estrétefonds.

Le Frontonnais ne compte pas de musée sur son territoire. La majorité du patrimoine culturel du Frontonnais est centré sur les vignobles de Fronton, classés AOC, et dont le patrimoine est aujourd'hui visible à travers les nombreux châteaux et domaines visibles sur tout le territoire. L'office de tourisme intercommunal, la Maison des Vins, est située en centre-ville de Fronton. De plus, le territoire compte de nombreuses églises remarquables. La commune de Castelnau-d'Estrétefonds compte aussi un château sur son territoire.

### Sport
La communauté de communes compte plusieurs clubs sportifs sur son territoire. On compte notamment des clubs de football, à Fronton et Castelnau-d'Estrétefonds notamment, mais aussi des clubs dans de nombreux autres sports. Une piscine, privée, est également située sur le territoire, au nord de Fronton. 

## Administration

### Siège
Le siège de la communauté de communes est situé à Bouloc, 3 Rue du Vigé.

### Conseil communautaire
Le conseil communautaire est l'assemblée délibérante de la communauté de communes. Il est composé de 32 membres élus issus des communes membres. Il règle les affaires et le budget communautaire. Il est composé comme suit :
| Nombre de délégués | Communes                                                           |
| ------------------ | ------------------------------------------------------------------ |
| 8                  | Fronton, Castelnau-d'Estrétefonds                                  |
| 6                  | Bouloc                                                             |
| 2                  | Cépet, Saint-Sauveur, Vacquiers, Villaudric, Villeneuve-lès-Bouloc |
| 1                  | Gargas, Saint-Rustice                                              |

### Exécutif
Le président de la communauté de communes est élu par les conseillers communautaires. Actuellement, il s'agit de Hugo Cavagnac, maire socialiste de Fronton. 
| Période | Période  | Identité         | Étiquette          | Qualité                |
| ------- | -------- | ---------------- | ------------------ | ---------------------- |
| 2013    | 2014     | Christian Faurie | PS                 |                        |
| 2014    | 2020     | Philippe Petit   | PS                 | Maire de Saint-Sauveur |
| 2020    | En cours | Hugo Cavagnac    | Agir puis Horizons | Maire de Fronton       |

### Vice-présidents
| Nom              | Parti | Commune                           | Délégation                                 |
| ---------------- | ----- | --------------------------------- | ------------------------------------------ |
| Daniel Dupuy     | DVG   | Maire de Castelnau-d'Estrétefonds | Développement économique                   |
| Janine Gibert    | SE    | Maire de Gargas                   | Protection de l'Environnement              |
| André Gallinaro  | DVD   | Maire de Villeneuve-lès-Bouloc    | Gestion du Patrimoine                      |
| Colette Solomiac | SE    | Maire de Cépet                    | Promotion du Territoire                    |
| Serge Terrancle  | SE    | Maire de Bouloc                   | Aménagement de l'espace                    |
| Philippe Petit   | PS    | Maire de Saint-Sauveur            | Grand et petit Cycles de l'eau             |
| Edmond Aussel    | DVG   | Maire de Saint-Rustice            | Aide à la Personne et insertion à l'emploi |
| Denis Parise     | SE    | Maire adjoint Villaudric          | Commande publique et mutualisation         |
| Rodolphe Jacquot | DVG   | Maire adjoint Vacquiers           | Petite Enfance et Jeunesse                 |

## Compétences
La communauté de communes compte de nombreuses compétences, dans des domaines très variés. Ces dernières sont supervisées par les vice-présidents de la communauté de communes.
L'intercommunalité est chargée de l'aménagement du territoire, et notamment l'urbanisme intercommunal, la mise en place du schéma de cohérence territoriale (SCOT), partagé avec l'ensemble des intercommunalités du nord toulousain. La communauté de communes gère aussi la banque de données territoriale. Elle est aussi chargée de la voirie, et notamment de la création, l'aménagement et l'entretien des routes intercommunales et des parcs de stationnement. Les travaux sur les routes départementales sont également supervisés par la CCF, ainsi que les réseaux pluviaux et les pistes cyclables. La collecte des déchets et plus généralement la protection de l'environnement est également une des obligations de l'intercommunalité. De plus, ce qui ressort du logement, comme le Plan Local d'Habitat (PLH) et l'accueil des gens du voyage sur le territoire est géré par l'intercommunalité.
Les élus ont à charge tout ce qui est du ressort de la solidarité, comme la gestion de la petite enfance et de la jeunesse. De plus, ils s'occupent aussi de l'aide à la personne et de la gestion et de la distribution des logements d'urgence notamment. 
Les zones d'activités, le développement numérique et la promotion du tourisme sont également supervisées par les élus de la CCF. Enfin, l'Office du Tourisme, situé à Fronton, est géré par la communauté, ainsi que l'école de musique et la mise à disposition de matériel. 

## Agglomération toulousaine
La communauté de communes du Frontonnais compte deux communes qui font partie de l'agglomération toulousaine, à savoir Cépet et Saint-Sauveur. Cependant, d'autres communautés intercommunales existent dans l'unité urbaine toulousaine, mais à ce jour sans projet de fusion :
1. Toulouse Métropole : 832348 (2022)
2. Le Muretain Agglo : 129300 (2022)
3. Sicoval : 83758 (2022)
4. Le Grand Ouest Toulousain Agglomération : 48345 (2021)
5. Communauté de communes Grand Sud Tarn-et-Garonne : 43119 (2021)
6. Communauté de communes des Hauts Tolosans : 35414 (2021)
7. Communauté de communes des coteaux du Girou : 22837 (2021)
8. Communauté de communes des Coteaux-Bellevue : 21009 (2021)